# 미국 수정 헌법 제21조
미국 헌법 수정 제21조(Twenty-first Amendment to the United States Constitution, 또는 Amendment XXI)는 1920년 1월 17일 미국 전역에서 음료용 알코올의 제조 및 판매 등을 금지한 과거의 미국 헌법 수정 제18조를 철폐한 조항이다. 제21조 수정안은 1933년 12월 5일 비준되었다. 이 수정 헌법은 이전 수정 안을 보충한 유일한 미국 헌법 수정 제27조와 더불어 주 비준 회의를 통해 승인된 법률로는 유일한 법이다.

## 원문
1. 제1절 헌법 수정 제18조는 여기 이 시점에서 폐지한다.
2. 제2절 미국의 주, 영토 또는 속령의 법률을 위반하여 그 지역에서 인도 또는 사용하기 위해 알콜 음료를 그 지역에 수송 또는 이입하는 것은 여기에서 금지한다.
3. 제3절 본 조항은 연방 의회가 이를 각 주에 제출한 날로부터 7년 이내에 본 헌법의 규정에 따라 각 주의 헌법 회의에 의해 헌법 수정 조항으로 승인하지 않으면 그 효력이 발생하지 않는다.

## 배경
미국 헌법 수정 제18조에 따라 ‘금주법 시대’라는 시대가 시작되어 음료용 알코올의 제조, 유통, 판매는 불법이되었다. 1919년 수정 제18조의 통과는 금주 운동의 정점을 이루는 성과였지만, 곧 그 폐해가 밝혀지게 되었다. 수정 제18조에 반대하는 미국 시민의 수가 많아 질수록 그 철폐의 움직임이 커졌다. 그러나 대중 정치는 철폐를 어렵게 하고 있었다. 미국의 헌법을 수정하기 위해서는 4 분의 3 이상의 주 의회가 해당 조항을 비준하거나, 상원과 하원의 3 분의 2 이상이 해당 조항을 비준해야 한다. 하지만 당시의 주 상원 의원들은 그것이 마피아를 포함한 금주 운동가들의 압력 때문이었는지, 혹은 정치적 의지였는지는 모르지만 대부분 금주령을 지지하고 있었다. 이제까지는 모두 주 의회의 비준을 통해 헌법을 수정해 온 미국은, 이 조항을 수정 헌법의 21조로 만드는 데 있어서 사상 최초로 상원과 하원의 의결을 얻는 방식을 사용했다. 결국 미 의회는 1933년 2월 20일 금주법의 철폐를 공식적으로 발의하였다. 상원에서 63 대 21, 하원에서 289 대 121로 해당 조항은 통과되었고 12월 5일을 기해 금주법은 19년만에 사라졌다.
헌법 속에서 등장하는 사람의 행위를 금지하는 규정은 수정 제21조와 수정 제13조, 2개 밖에 없다. 로렌스 트라이브가 지적한대로, "보통 사람들이 헌법을 위반하는 경우가 둘 있고, 그 두 개 밖에 없다."

## 상정과 비준
의회는 제21조 수정안을 1933년 2월 20일에 상정했다.
상정된 수정안은 1933년 12월 5일 채택되었다. 이것은 비준을 위해 특별히 선발된 주 비준 회의를 통해 승인을 받은 유일한 법안이다. 모든 다른 수정안은 미국 연방 의회에 의해 비준되었다. 또한 이 수정안은 이전 헌법 수정안을 뒤엎은 유일한 수정안이다. 비록 사람들은 그 이전부터 공공연하게 음주를 했지만, 전국적인 금주법을 종결시킨 제21조 수정안은 12월 15일 공식적으로 발효되었다.
아래의 주가 수정안을 비준하였다 :
1. 미시간주 (4월 10일, 1933년)
2. 위스콘신주 (4월 25일, 1933년)
3. 로드아일랜드주 (5월 8일, 1933년)
4. 와이오밍주 (5월 25일, 1933년)
5. 뉴저지주 (6월 1일, 1933년)
6. 델라웨어주 (6월 24일, 1933년)
7. 인디애나주 (6월 26일, 1933년)
8. 매사추세츠주 (6월 14일, 1933년)
9. 뉴욕주 (6월 27일, 1933년)
10. 일리노이주 (7월 10일, 1933년)
11. 아이오와주 (7월 10일, 1933년)
12. 코네티컷주 (7월 11일, 1933년)
13. 뉴햄프셔주 (7월 11일, 1933년)
14. 캘리포니아주 (7월 24일, 1933년)
15. 웨스트버지니아주 (7월 25일, 1933년)
16. 아칸소주 (8월 1일, 1933년)
17. 오리건주 (8월 7일, 1933년)
18. 앨라배마주 (8월 8일, 1933년)
19. 테네시주 (8월 11일, 1933년)
20. 미주리주 (8월 29일, 1933년)
21. 애리조나주 (9월 5일, 1933년)
22. 네바다주 (9월 5일, 1933년)
23. 버몬트주 (9월 23일, 1933년)
24. 콜로라도주 (9월 26일, 1933년)
25. 워싱턴주 (10월 3일, 1933년)
26. 미네소타주 (10월 10일, 1933년)
27. 아이다호주 (10월 17일, 1933년)
28. 메릴랜드주 (10월 18일, 1933년)
29. 버지니아주 (10월 25일, 1933년)
30. 뉴멕시코주 (11월 2일, 1933년)
31. 플로리다주 (11월 14일, 1933년)
32. 텍사스주 (11월 24일, 1933년)
33. 켄터키주 (11월 27일, 1933년)
34. 오하이오주 (12월 5일, 1933년)
35. 펜실베이니아주 (12월 5일, 1933년)
36. 유타주 (12월 5일, 1933년)

비준이 완결된 것은 1933년 12월 5일이다.
아래의 주에서 비준 회의에 의해 순차적으로 승인되었다:
1. 메인주 (12월 6일, 1933년)
2. 몬태나주 (8월 6일, 1934)

아래의 주에서는 거부되었다 :
1. 사우스캐롤라이나 (12월 4일, 1933년)

아래의 주에서는 유권자들이 수정안 심의 개최 자체를 거부하였다:
1. 노스캐롤라이나주 (11월 7일, 1933년)

아래의 주에서는 수정안 심의를 위한 아무런 조치도 취하지 않았다 :
1. 조지아주
2. 캔자스주
3. 루이지애나주
4. 미시시피주
5. 네브래스카주
6. 노스다코타주
7. 오클라호마주
8. 사우스다코타주

(알래스카주나 하와이주는 당시 주가 아니었다.)

## 같이 보기
- 미국의 금주법